# Weißer Turm (Prager Burg)

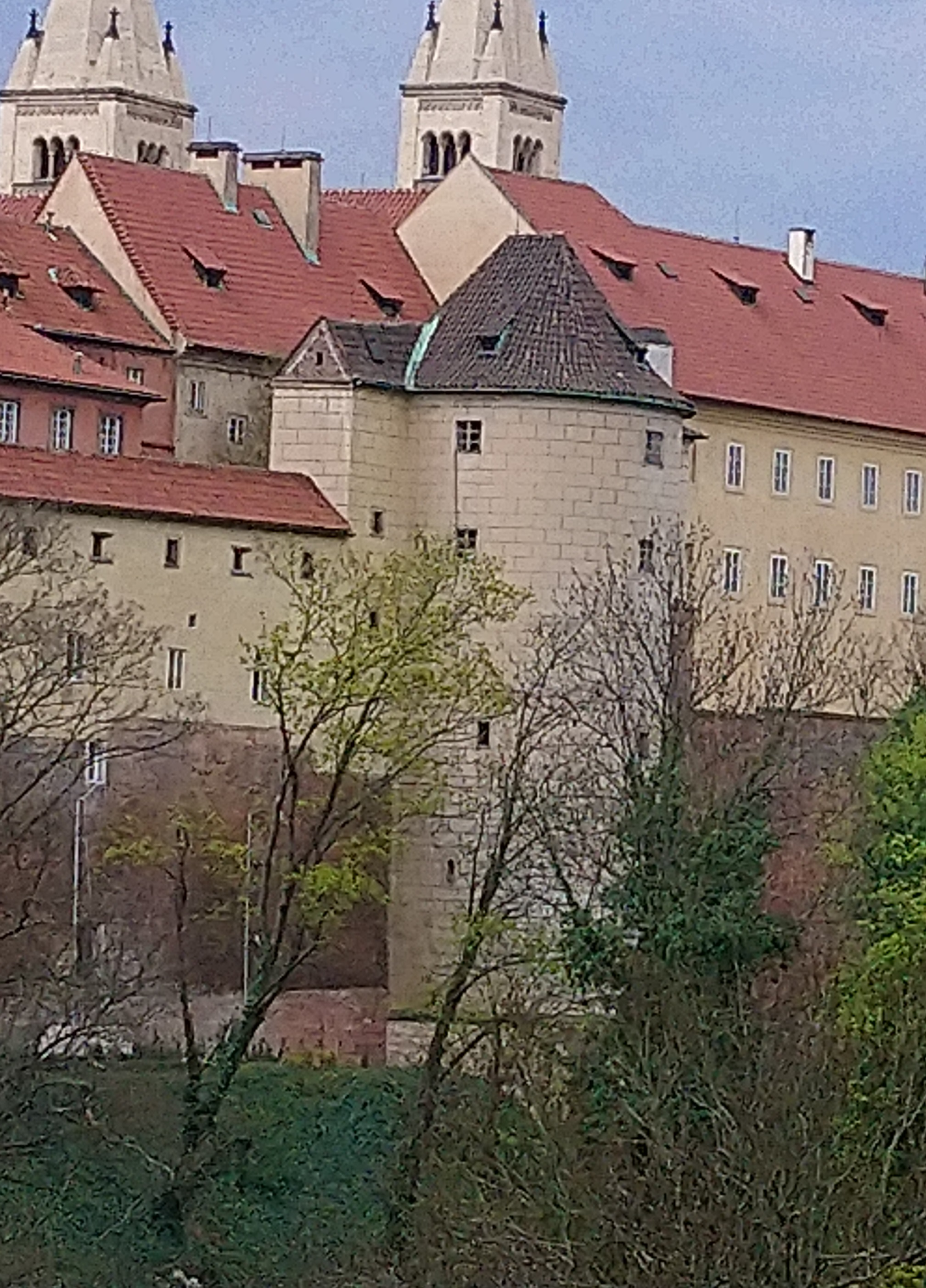
Weißer Turm

Der Weiße Turm (tschechisch Bílá věž) ist Teil der spätmittelalterlichen Befestigung der Nordseite der Prager Burg. Der Wehrturm stammt wahrscheinlich vom Baumeister Benedikt Ried, der ihn Ende der 15. Jahrhunderts im Auftrag des böhmischen Königs Vladislav II. errichtete. Unter Kaiser Rudolf II. wurde er in den 1580er Jahren zu einem Gefängnis umgebaut.
Der Weiße Turm hat fünf Stockwerke und ist 27,5 Meter hoch. Im Erdgeschoss befand sich früher eine Folterkammer und im Boden ein vergitterter Schacht zum unteren Kerker. In den oberen Stockwerken haben sich einige Originalausstattungen (Ofen, Kamin, Aborterker) und eine Reihe von Zeichnungen und Inschriften von Häftlingen aus dem 16. und 17. Jahrhundert erhalten. Das Gefängnis war für Adlige bestimmt, daher befanden sich unter den Gefangenen einige bedeutende Persönlichkeiten wie z. B. der englische Alchemist Edward Kelley. Nach der Schlacht am Weißen Berg wurden hier einige Anführer des böhmischen Ständeaufstandes von 1618 inhaftiert. Sie wurden 1621 auf dem Altstädter Ring hingerichtet. Das Gefängnis wurde bis zum 18. Jahrhundert genutzt, danach diente der Turm als Lager.
Der Weiße Turm ist durch einen Weg vom Goldenen Gässchen aus zugänglich. Er ist durch einen Verteidigungskorridor in der Wehrmauer mit dem bekannteren Turm Daliborka verbunden.